# Peszeset
Peszeset ókori egyiptomi orvos, a IV. dinasztia idején élt. Gyakran az első ismert női orvosnak tartják; a III. dinasztia idejéről is ismerni vélnek egy orvosnőt, Meritptahot, az ő létezése azonban kétséges. Címe szerint „az orvosnők elöljárója”, ebből nem lehet teljes bizonyossággal eldönteni, ő maga is orvos volt-e. Egy sztéléről ismert, melyet fia, Ahethotep masztabasírjában találtak meg. Egy feltételezés szerint bábákat tanított egy szaiszi iskolában. Címei ezen: ỉmỉỉ.t r swnw.wt („az orvosnők elöljárója”) és ỉmỉỉ.t r ḥm.t-k3 („a lélek papnőinek elöljárója”), utóbbi a halotti kultusszal kapcsolatos cím volt.